# Bad Wolf
"Bad Wolf" (intitulado "Lobo Mau" no Brasil) é o décimo segundo episódio da primeira temporada da série de ficção científica britânica Doctor Who, transmitido originalmente através da BBC One em 11 de junho de 2005. É a primeira de uma história dividida em duas partes, sendo concluída em "The Parting of the Ways" na semana seguinte. Ambos foram escritos por Russell T Davies e dirigidos por Joe Ahearne.
No episódio, ambientado em um futuro distante, 100 anos após os eventos de "The Long Game", o alienígena viajante do tempo conhecido como o Doutor (Christopher Eccleston) e seus acompanhantes Rose Tyler (Billie Piper) e Jack Harkness (John Barrowman) são secretamente trazidos a bordo da estação de game shows chamada Satélite Cinco por sua controladora (Martha Cope) para que possam lutar contra os "mestres" dela, os Daleks.
O episódio foi visto por 6,81 milhões de espectadores no Reino Unido e foi bem recebido pelos críticos.

## Enredo

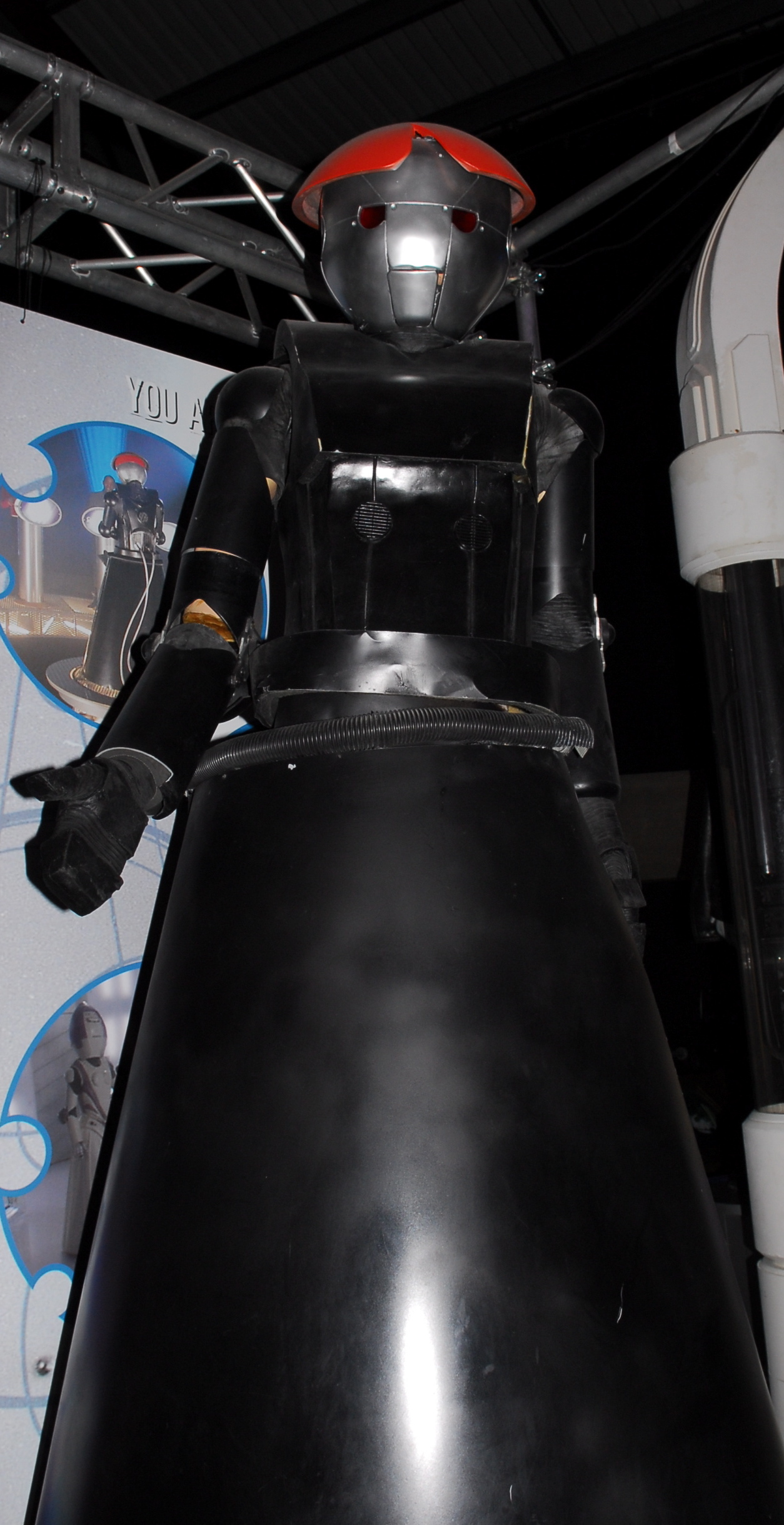
A "Anne Droide" vista no episódio em exibição na Doctor Who Experience

O Doutor, Rose e Jack se encontram separados, acordando com amnésia temporária no que inicialmente parece ser um conjunto de game shows do século XXI. Os programas foram adaptados para serem mortais para os competidores perdedores: em The Weakest Link e Big Brother, qualquer competidor eliminado é instantaneamente desintegrado. Em What Not to Wear, os participantes passam por uma cirurgia plástica brutal. O Doutor escapa do Big Brother com uma colega de casa chamada Lynda e Jack também escapa de What Not to Wear.
O Doutor descobre que eles estão na estação espacial Satélite Cinco, agora conhecida como a "Estação de Jogos", no ano 200 100. A estação agora está sob o controle da Corporação Lobo Mau, que compartilha o nome com um conjunto de palavras que seguem o Doutor e Rose através do tempo e do espaço. Lynda explica que 100 anos atrás, quando o Doutor visitou o Satélite Cinco pela última vez, o lugar parou de transmitir notícias e o governo e a economia entraram em colapso. Os três procuram por Rose, correndo em um elevador enquanto ela tenta desesperadamente responder a perguntas. Eles a encontram no momento em que ela perde a rodada final de The Weakest Link e é prontamente desintegrada por Anne Droide.
O Doutor, Jack e Lynda viajam para a sala de controle no andar 500. Lá, eles encontram a Controladora, uma humana cibernética, que usa a cobertura de uma explosão solar para falar diretamente com o Doutor, dizendo a ele que seus mestres não podem ouvi-la durante a explosão. A Controladora usou um teletransporte chamado transmat para esconder ele e seus acompanhantes nos jogos, pois seus mestres não os observam. A explosão solar termina antes que ela possa dizer ao Doutor quem a está controlando. Jack encontra a TARDIS escondida em uma área restrita, que ele usa para descobrir que os concorrentes do programa não são realmente desintegrados, mas teletransportados para fora da estação. A Controladora começa a dar ao Doutor as coordenadas para as quais o transmat leva, e isso é transmitido para seus mestres, que a matam.
Rose acorda no chão de uma nave espacial e é abordada por um Dalek. O Doutor e Jack descobrem um sinal vindo da estação que está escondendo algo na borda do Sistema Solar. Eles o cancelam e revelam uma frota de naves espaciais dos Daleks. As criaturas abrem um canal de comunicação com o Doutor, ameaçando matar Rose se ele interferir. O Doutor se recusa a recuar e jura resgatar Rose e acabar com os Daleks, que, por sua vez, juram exterminar o Doutor. Para o horror de Rose, muitas centenas de milhares de Daleks são mostrados a bordo da nave-mãe, todos gritando seu grito de guerra: "Exterminar!".

## Produção
Um título provisório para o episódio foi "Gameshow World". Foi o último dos títulos de episódios de Doctor Who de 2005 a ser revelado. Antes disso, o episódio era referido no material promocional como "The Parting of the Ways (Parte 1)", com a "Parte 2" eventualmente se tornando simplesmente "The Parting of the Ways".
O conceito da Anne Droide e uma versão futurística de The Weakest Link foi lançado por Russell T Davies em seu segundo encontro com a BBC sobre trazer Doctor Who de volta em 2000 ou 2001. A ideia veio de sua viagem à cidade de Nova York para o lançamento da versão americana de Queer as Folk, onde ele viu "uma tela enorme na Times Square com uma Anne Robinson gigantesca nos explodindo, pequenos mortais, com sua voz". Esta tela estava promovendo a versão americana de The Weakest Link.
A equipe de produção pretendia originalmente mostrar as nádegas nuas de Jack em tela. A cena foi filmada, mas o departamento de política editorial da BBC interveio e a vetou, a única vez em que eles anularam a equipe de produção durante a temporada de 2005. De acordo com o comentário do DVD para este episódio, a música que é ouvida enquanto a frota Dalek é revelada inclui um coro cantando "O que está acontecendo?" (transliterado: Mah Kor'ei) em hebraico.
Davies mencionou que a "palavra arco" para a segunda temporada foi mencionada nesta série, além de ser um anagrama. Uma das respostas durante as cenas de The Weakest Link foi que a Grande Pirâmide de Cobalto foi construída sobre as ruínas do famoso Instituto Torchwood da Terra Antiga, com "Torchwood" sendo um anagrama de "Doctor Who". Em 2006, uma série spin-off intitulada Torchwood começou a ser transmitida, ambientada na Cardiff moderna e envolvendo uma equipe investigando incidentes paranormais e alienígenas, com John Barrowman reprisando seu papel como o Capitão Jack Harkness.